# Убиство у малој улици
Убиство у малој улици и друге приче (енгл. Murder in the Mews) је збирка кратких прича британске списатељице Агате Кристи коју је први пут у Великој Британији објавила издавачка кућа "Collins Crime Club " 15. марта 1937. У САД је књигу објавил издавачка кућа "Dodd, Mead and Company" под насловом Огледало мртваца у јуну 1937. године без приче Један невероватан лопов. Издање издавачке куће "Berkeley Books" из 1987. године под истим насловом садржи све четири приче. У свим причама појављује се Херкул Поаро. Издање у Великој Британији продавало се за седам шилинга и шест пенија (7/6), а прво америчко издање по цени од 2,00 долара.

## Радња

### Убиство у малој улици
Џап моли Поароа да се нађу у једној кући у малој улици где се госпођа Барбара Ален убила вече раније - у Ноћи Гаја Фокса - када је тренутак смрти заглушио ватромет. Кад су стигли тамо, схватили су да лекар мисли да има нешто чудно код смрти фине даме и младе удовице. Госпођу Ален је пронашшле цимерка, госпођица Џејн Плендерлит, која није била у земљи претходно вече. Жртва је била закључана у соби и упуцана у главу аутоматским пиштоњем, а оружје јој је пронађено у руци. Лекар, међутим, указује да јој је пиштољ у десној руци, а рана изнад левог ува - немогућ положај да се неко убије десном руком. Изгледа да је ово убиство направљено да изгледа као самоубиство - а што је учинио неспособни убица са јако слабом проценом памети полицијских истражитеља. Они испитују госпођицу Плендерлит и откривају да је госпођа Барбара Ален била верена за господина Чарлса Лавертона-Веста, будућег посланика, али иако је пиштољ покојницин, госпођица Плендерлит не види разлог зашто би се она убила.
Џап и Поаро проналазе даље трагове: са пиштоља су обрисани отисци прстију и у неколико наврата су са банковног рачуна госпође Ален подизане велике своте новца, али у кући нема ни трага новцу. Од суседа такође сазнају да је госпођа Ален претходне вечери примила господина који ју је звао чији се опис не подудара са описом њеног вереника. Осећајући да госпођица Плендерлит нешто прећуткује, они су је питали за тог посетиоца и она је казала да је то био мајор Јустас - човек којег је госпођа Ален упознала у Индији и ковиђала у неколико наврата протекле године. Имала је осећај да се госпођа Ален плаши тог човека, а Џап и Поаро указују да ју је мајор Јустас уцењивао - замисао са којом се сложила госпођица Плендерлит. Поаро, међутим, истиче да је необично за уцењиваче да убијају своје жртве: обично је обрнуто. Џап, у оквиру своје истраге по кући, претреса ормар испод степеништа у којем се налазе предмети попут кишобрана, штапова за ходање, тениских рекета, комплета палица за голф и мале актен-ташне за коју је госпођица Плендерлит ужурбано рекла да је њена. Двојица мушкараца осећају појачану напетост госпођице Плендерлит.
Госпођица Плендерлит доказује да има беспрекорно покриће за време смрти, а Поаро и Џап разговарају са Чарлсом Лавертон-Вестом. Запрепашћен сазнањем се води истрага убиства, он признаје да ни он сам нема неко покриће. Такође Поаро и Џап покушавају да се виде са мајором Јустасом и чули су да је отишао да игра голф. Помињање овога изненада Поароу све разјашњава. Успевши касније да се докопају Јустаса, они примећују да он пуши цигарете исте турске марке чији су огрци пронађени у кући у малој улици, иако је госпођа Ален пушила другу врсту. Такође доказују да је носио комплет дугмића за менжетне чији је отпали део пронађен у соби у којој је госпођа Ален умрла па га Џап хапси због убиства.
Под изговором, Поаро позива Џапа да да дође у кућу. Док су они били тамо, Поаро је још једном погледао у ормар испод степеница и видео да актен-ташне више нема. Како се госпођица Плендерлит управо вратила са играња голфа на Вентворту, они су отишли тамо и сазнали да је виђена на терену за голф са актен-тешном. Касније је истрага показала да је виђена како баца предмет у тамошње језеро. Полиција је извадила актен-тешну, али у њој не налази ништа. Поаро тражи од Џапа и госпођице Плендерлит да дођу у његов стан и они јој говоре за Јустасово хапшење. Поаро јој затим говори о својим стварним закључцима. По траговима који се тичу несталог папира за упијање, Поаро закључује да је госпођа Ален написала писмо непосредно пре смрти што би, ако би се убила, значило самоубиство. Затим је рекао да је госпођица Плендерлит дошла кући, пронашла своју пријатељицу мртву која се убила јер није имала други начин да се реши свог уцењивача, и била је решена да се освети - ово није убиство учињено да изгледа као самоубиство већ самоубиство учињено да изгледа убиство чиме је смештено уцењивачу. Госпођица Плендерлит ставила је пиштољ у десну руку госпође Ален упркос чињеници да је она била леворука, а сврха њеног путовања у Вентворт била је да се тамо сакрију штапови за голф покојне - штапови за леворуке, актен-ташна је била лажни траг да се полиција усмери на погрешан траг. Убеђена од Поароа да ће мајор Јустас бити ухапшен због других кривичних дела, она пристаје да каже истину и спаси човека вешала.

### Један невероватан лопов
Прича Један невероватан лопов (енгл. The Incredible Theft) почиње пријемом у дому лорда Мејфилда, политичара у успону и милионера чије је богатство произашло из његове инжењерске снаге. Са њим су ваздухопловни маршал сер Џорџ Карингтон, његова супруга леди Џулија и син Реџи, госпођа Вандерлин, која је прелепа бринета Американка, и госпођа Маката, искрена посланица. Господин Карлајл, секретар лорда Мејфилда, придружује им се на вечери. Разлог пријема постаје очигледан када су сви осим Лорда Мејфилда и сер Џорџа напустили трпезу јер су њих двојица хтели да разговарају о плановима за нову борбену летелицу која ће Британији дати надмоћ у ваздуху. Они разговарају о госпођи Вандерлин, која је умешана у шпијунажу. Лорд Мејфилд позвао ју је да је искуша нечим великим - плановима за нови бомбардер - да је једном за свагда ухвате у замку.
Сви гости се повлаче у кревет осим лорда Мејфилда и сер Џорџа. Господин Карлајл је послат да из трезора извади планове за бомбардер па је кренуо у радну собу, сударивши се са госпођом Вандерлин која је желела да узме своју ташну. Двојица мушкараца су шетали терасом када је лорда Мејфилда запрепастила фигура која је излашла из радне собе поред француског прозора иако сер Џорџ ништа није видео. Када су ушли у радну собу, господин Карлајл даје папире, али Лорд Мејфилд брзо увиђа да планови самог бомбардера више нису ту. Карлајл је упоран да су били у трезору и да их је ставио на сто. Био је расејан када је зачуо женски врисак у ходнику и истрчао и видео Леони, собарицу госпође Вандерлин, која је рекла да је видела духа. Карлајл иначе није напуштао радну собу. Сер Џорџ предлаже да се одмах позове Херкул Поаро.
Поаро стиже усред ноћи. Говоре му редослед догађаја и сумње у вези са госпођом Вандерлин. Истражујући траву која води с терасе, Поаро потврђује да нема отисака стопала, што значи да је неко у кући починио крађу и да су папири још увек тамо. Испитује сваку особу редом. Сазнаје да Леони није видела духа него да је вриснула је јер јој се Реџи прикрао да је пољуби. Поаро предлаже лорду Мејфилду да прекине пријем како би његови гости напустили кућу. Следећег јутра гости почињу да одлазе. Леди Џулија верује да је њен син Реџи украо планове јер му недостаје новца и није био у својој соби претходне вечери. Обећала је Поароу да ће бити враћени у року од дванаест сати ако се не предузму даље мере.
Поаро говори лорду Мејфилду за понуду леди Џулије, али да се вара јер не зна да је њен син у то време био заузет са Леони. Поаро објашњава да се госпођа Маката чула како хрче у својој соби, госпођа Вандерлин је позвала Леони одозго, а сер Џорџ је био с лордом Мејфилдом на тераси. Сви су набројани, осим Карлајла и лорда Мејфилда. Будући да је Карлајл у свако доба имао приступ трезору и могао је да тражи слободно време, остао је само лорд Мејфилд. Поаро не сумња да је лорд Мејфилд планове ставио у свој џеп. Његова побуда повезана је с порицањем да је неколико година раније био умешан у преговоре са ратоборном страном силом. Како је заиста био умешан у такве радње, сада је морао бити уцењен да преда планове преко госпође Вандерлин. Поаро не сумња да су планови које држи суптилно измењени како би израду учинио неизводљивом. Лорд Мејфилд признаје обману, али наваљује на томе да је његова побуда за одбијање да буде избачен из вођења Британије кроз предстојећу светску кризу чиста.

### Огледало мртваца
У причи Огледало мртваца (енгл. Dead Man’s Mirror), када је сер Џервејс Шевеникс-Гор писао Херкулу Поароу да га позива у дом Шевеникс-Горових, Поаро у почетку није хтео да иде. Међутим, постоји нешто што га је заинтригирало и тако је ухватио воз којим је сер Џервејс желео да он дође. По доласку у кућу Шевеникс-Горових, Поаро упознаје његову супругу Ванду, ексцентричну жену која верује да је реинкарнација неке Египћанке, његову усвојену ћерку Рут и њеног брата од тетке Хјуга, и госпођицу Лингард, секретарицу која помаже сер Џервејсу у истраживању породичног стабла. Јасно је да Поароа нико није очекивао, а први пут у животу недостаје и сам сер Џервејс који је увек тачан. Поаро и гости одлазе у његову радну собу и проналазе га мртвог, очигледно због самоубиства. Поаро није уверен и брзо почиње да доказује да је сер Џервејс убијен због разним сумњивих чинилаца у смрти, међу којима је и путања којом је метак погодио огледало.
Открива се да су се пре доласка Поароа сви гости и породица спремали за вечеру, а након што су чули гонг за вечеру, одјекнуо је пуцањ. Нико није сумњао да нешто није у реду, верујући да је или мотор кола или да отварање шампањац. Како Шевеникс-Гор није био популаран човек, постоји велики број осумњичених, међу којима су и његова ћерка и сестрић. Открива се да је Хуго био верен са Сузан (још једном гошћом у кући) и да се Рут већ тајно удала за Џона Лејка (Шевеникс-Горовог агента).
На крају, Поаро окупља све у радној соби. Открива да је Шевеникс-Гор намеравао да разбаштини Рут ако се не уда за Хјуга Трента. Међутим, било је прекасно јер је она већ била удата за Лејка. Поаро оптужује Рут за убиство Шевеникс-Гора, али госпођица Лингард признаје убиство. Она је Рутина права мајка и убила је Шевеникс-Гора да би га спречила да јој разбаштини ћерку.
Метак који је убио Шевеникс-Гора погодио је гонг (јер су врата радне собе била отворена) због чега је Сузан помислила да је чула први гонг (вечера се обично служила након што батлер двапут удари у гонг). Госпођица Лингард је разбила огледало и учинила да цела ствар изгледа као самоубиство. Надула је папирну кесу и пукла њом да би лажирала пуцањ. Поаро се претварао да оптужује Рут јер је сумњао да ће госпођица Лингард спасити своју ћерку и признати, а против госпођице Лингард није имао доказа. Након што су сви оотишли, госпођица Лингард је тражила од Поароа да не говори Рут да јој је она права мајка. Поаро се сложио јер је госпођица Лингард неизлечиво болесна и није открио ништа Рут која се питала зашто је госпођица Лингард починила убиство.

### Троугао на Родосу
У причи Троугао на Родосу (енгл. Triangle at Rhodes), у жељи за мирним одмором без злочина, Поаро одлази на Родос током завршетка сезоне у октобру где има само неколико гостију. Поред младих Памеле Лајал и Саре Блејк, ту је и Валентајн Чантри, жена свесна своје лепоте која као да је пала у несвест под пажњом Дагласа Голда. То не одговара његовој супрузи Марџори, благо привлачној жени, и Валентајнином супругу Тонију. Овај „троугао“ сви примећују и постаје прилично сулудо када су се двојица мушкараца борила за Валентајнину наклоност. Изгледа да је њу одушевила пажња. Марџори Голд убрзо осваја симпатије многих гостију хотела јер је њен супруг често у друштву Валентајн, а она износи своје сумње у вези Валентајн Поароу. Поаро ју је, међутим, упозорио да оде са острва ако јој је стало до живота. Једне вечери се десио догађај када су се Голд и Чантри гласно препирали. Валентајн и Марџори су се вратиле из вожње, а ова прва је отрована коктелом који јој је дао супруг. Одмах се посумњало на Голда јер је строфантин којим је убијена Валентајн пронађен у џепу његовог сакоа. Поаро примећује нешто друго, видевши да га је Чантри ставио у Голдов џеп баш док је сва пажња била усмерена на његову супругу која је умирала. Поаро износи ове податке полицији и указује Памели Лајал да се усредсредила на погрешан троугао. Прави троугао био је између Дагласа, Марџори и Чантрија. Чантри и Марџори су имали прељубу, а Чантри, коме је супруга досадила и који је желео њено богатство, заверио се са Марџори да је убије. Из тог разлога су Чантри и Марјџори одлучили да убију Валентајн и обезбеде да Даглас буде крив за убиство. Такође, Поароово упозорење Марџори Голд није било зато што се бојао да би могла бити жртва убиства већ управо супротно. Упозоравао ју је да ће бити ухваћена, да ће јој бити суђено, да ће бити осуђена као саучесница и обешена због убиства.

## Књижевни значај и пријем
Сајмон Новел-Смит из часописа Књижевно време у чланку из 27. марта 1937. године је написао: "Чини се данас - то није било тако још од Шерлока Холмса када су правила била мање строга - да ће кратка детективска прича бити мање добра. Најмање ефикасне приче у овој књизи заузимају 32 странице, а највише 96. Постоје две средње и дужине и вредности. Све су прилично високог мерила као и кратке приче, али ниједна није толико добра као било који од детективских романа госпође Кристи. Чињеница је да данашњи читалац захтева да учествује у детективској причи и ниједан живи писац, осим ако повремено не буде госпођица Сејерс, може наћи места у краткој причи за овог екстра детектива. "Рецензент је сматрао да је насловна прича најјача и да је троугао на Родосу најслабији, јер," психологија ликова није довољно развијена да решење учини предвидљивим или вероватним".
Ајзак Андерсон из часописа Књижевни преглед Њујорка 27. јуна 1937. године рекао је, „Све четири приче у овој књизи у потпуности су у складу са мерилима Агате Кристи и Херкула Поароа и приближно су различите у заплету и у ликовима што је могуће за детективске приче“.
Шкот је 1. априла 1937. рекао: „Генијалности госпође Агате Кристи нема краја. Она пише спартанском једноставношћу, поштено износи своје трагове и готово увек успе да истовремено мистификује и задовољи свог читаоца. То није никакво значајно постигнуће у уметности за коју се популарно претпоставља да исцрпљује ограничену залиху уређаја за обману“.
У издању часописа Посматрач из 18. априла 1937. године, "Торквејмада" (Едвард Повис Метерс) написао је: "Пре свега за себе, а не за четири неспретно обликоване Поароове приче које чине "Убиство у малој улици", Агати Кристи дајем прво место [у својој рубрици] ове недеље. У последњим подвизима малог Белгијанца има довољно да нас подсети да је његов творац наша краљица писаца детективских прича, али никако недовољно да освоји то звање ако га већ није освојила. Последња и најкраћа прича, "Троугао на Родосу", је само она која је требало да буде најдужа јер проблем у потпуности зависи од расплета ликова четворо људи. Госпођа Кристи себи није дала простора за такав расплет и стога је принуђена да свирепо поцепа пупољке. Мислим да би ова радња изнедрила читав роман. У остале три приче, сваки од оних дуго-кратких облика који је некада био свет за детективску пустоловну причу, Поаро се само благо појављује и у сваком случају заплет, иако паметан, није сјајан. У именици побуда другог злочина легитимно збуњује. У причи "Један невероватан лопов" држао сам корак са Поароом. У причи "Огледало мртваца", осећајући се помало преварено, ја сам варао подршком највише ликовима споља."
Е. Р. Паншон из часописа Чувар прегледао је збирку у издању од 9. априла 1937. када је написао да је „можда довољно рећи да су све приче добре, али не и изванредне од Кристијеве и да је у свима њима дато месје Поароу ... пуно прилика да покаже своју навикнуту оштроумност“. Паншон је изјавио да је насловна прича била "најбоља, а госпођа Кристи је најмање успешна када уђе у међународно шпијунско поље. Последња прича је разочаравајућа што представља занимљиво психолошко стање које као да гласно вапи за пунијим третманом. Госпођа Кристи је то могла дати“.
Мари Дел из часописа Дневно огледало у чланку из 1. априла 1937. рекла је: "Агата Кристи приказује свог познатог детектива Поароа. Ево га, убиства у четири кратке приче које показују да вас ова ауторка може држати "на ивици" и у кратким трилерима као и у дугим. А још једна добра ствар је та што можете доћи до последњег одвезивања свих чворова у једном делу.
Роберт Барнард: "Четири врло добре дуге кратке приче. Нема глупости, али можда је најзанимљивији "Троугао на Родосу" са заплетом  "двоструког троугла", врло познатим из других дела Кристијеве".

## Помињање других дела
- Радња приче „Убиству у малој улици“ је дорађена радња приче „Загонетка у Маркет Бејзингу“ која се први пут појавила у броју 1603 часописа Скица 17. октобра 1923 пре него што се појавила у облику књиге у САД под називом У запећку и друге приче 1951. године и у Великој Британији у збирци Тринаест за срећу! 1966 и касније у књизи Поароови рани случајеви 1974. године. Сличности између две приче су у коначном решењу и побуди, али поставка, ликови и пол жртве разликују се између две варијанте.
- У причи „Огледало мртваца“ коришћена је слична (готово иста) радња као у причи „Други гонг“, са низом скоро поентирања. Такође, господин Сатервејт, који је познат из прича о Харлију Квину, се на кратко појављује и помиње „догађај у Вранином гнезду“, односно роман Трагедија у три чина.
- Поирот у причи „Убиство у малој улици“ помиње Шерлока Холмса и „радознали догађај пса ноћу“. Ово се односи на изјаву коју је Холмес дао у причи „Пустоловина сребрног пламена“ 1892. године.
- У причи „Троугао на Родосу“ коришћена је слична радња као у роману Зло под Сунцем. Лепа, али будаласта удата жена која мува млађег мушкарца и потом бива убијена је једна таква сличност.
- Прича „Један невероватан лопов“ је готово дословна прерада приче „Нацрти за подморницу“, која је касније ушла у књигу Поарови рани случајеви.

## Прилагођавање
Све четири приче екранизоване су као једносатне епизоде у ИТВ-ове серије Поаро са Дејвидом Сачетом у главној улози. Ликови Хејстингса (Хју Фрејзер) и Фелисити Лемон (Паулин Моран) појављују се у свим екранизацијама, осим у екранизацији приче „Троугао на Родосу“ иако се у причама не појављују. Поред тога што се појављује у екранизацији приче „Убиству у малој улици“, Филип Џексон је тумачио главног инспектора Џапа и у екранизацијама прича „Један невероватан лопов“ и „Огледало мртваца“.
- Прича Убиство у малој улици екранизована је као 2. епизода 1. сезоне серије Поаро. Екранизација је верно урађена, а једина два одступања од изворне приче била су додавање капетана Хејстингса и убацивање госпођице Лемон уместо Поароов батлера Џорџа.
- Прича Један невероватан лопов екранизована је као 8. епизода 1. сезоне серије Поаро. Екранизација је прати рад изворне приче, али има доста измена.
  - Капетан Хејстингс, главни инспектор Џап и госпођица Лемон додати су у екранизацију.
  - Измењени нацрти су нацрти за борбени ваздухоплов "Мејфилдов ловац" (Супермарин спитфајер), а не за бомбардер.
  - Име лорда Мејфилда није Чарлс него Томи и има супругу Маргарет.
  - Поаро је дошао код лорда Мејфилда у кућу пошто га је његова супруга позвала да помогне.
  - Мејфилд је уцењиван јер је продао хаубице јапанској војсци и дао ми је лажне формуле у замену за доказ о продаји.
  - На комичан начин, Хејстингс и Поаро су "позајмили" марицу како би пратили Вандерлинову до куће немачког посланика.
  - Главни инспектор Џап није успео да пронађе нестале нацрте.
  - Карингтон је политичар, а не војно лице.
  - Томас Мејфилд је произвођач оружја а не могући председник владе.
  - Догађај са Реџијем Карингтоном и служавком Леони је избачен.
- Прича Огледало мртваца екранизована је као 7. епизода 5. сезоне серије Поаро. Екранизација је верна изворној причи, али има неколико измена.
  - Ликови господина Сатервејта, Годфрија Бароуза, пуковника Неда Бјурија и Освалда Форбса избачени су из екранизације.
  - Уместо мајора Ридла појављује се капетан Хејстингс, а неименовани инспектор из приче постао је главни инспектор Џап.
  - Поаро је упознао Џервејса Шевеникса на аукцији када се продавало једно огледало које је Шевеникс купио, а које је Поаро хтео.
- Прича Троугао на Родосу екранизована је као 6. епизода 1. сезоне серије Поаро. Екранизације је верна изворној причи, а једина измена била је додавање покушаја родошке полиције да задрже Поароа на острву када је завршио одмор и кренуо кући јер су мислили да је шпијун због чега он није био присутан у хотелу када је Валентајн Чантри убијена тако да није могао да види како Тони Чантри ставља бочицу отрове Голду у Џеп.